# Staņislavs Olijars
Staņislavs Olijars (en russe : Станислав Олияр, né le 22 mars 1979 à Tcheliabinsk, en Union soviétique) est un athlète letton, pratiquant le 110 mètres haies.
Sa mère, Ludmila Olijare, qui est aussi son entraîneur, a détenu le record de Lettonie du 100 m haies, en 12 s 90 (1989).
Cet ex-champion du monde junior a remporté sa première médaille chez les séniors en 2000 lors des championnats d'Europe en salle où il remportait le titre. Deux ans plus tard, il remportait une nouvelle médaille, le bronze, avant de remporter l'argent lors des championnats d'Europe d'athlétisme de 2002 à Munich.
En 2004, il terminait cinquième lors des jeux d'Athènes. Deux ans plus tard, il devenait champion d'Europe à Göteborg.
En 2010, aux Championnats d'Europe, il est éliminé pour faux-départ dans sa série du 110 m haies.

## Palmarès

### Jeux olympiques
- Jeux olympiques de 2000 à Sydney ( Australie)
  - éliminé en demi-finale sur 110 m haies
- Jeux olympiques de 2004 à Athènes ( Grèce)
  - 5e sur 110 m haies

### Championnats du monde d'athlétisme
- Championnats du monde d'athlétisme de 1997 à Athènes ( Grèce)
  - éliminé en quart de finale sur 110 m haies
- Championnats du monde d'athlétisme de 1999 à Séville ( Espagne)
  - éliminé en demi-finale sur 110 m haies
- Championnats du monde d'athlétisme de 2005 à Helsinki ( Finlande)
  - éliminé en demi-finale sur 110 m haies
- Championnats du monde d'athlétisme de 2007 à Osaka ( Japon)
  - éliminé en demi-finale sur 110 m haies
- Championnats du monde d'athlétisme de 2009 à Berlin ( Allemagne)
  - éliminé en demi-finale sur 110 m haies

### Championnats d'Europe d'athlétisme
- Championnats d'Europe d'athlétisme de 2002 à Munich ( Allemagne)
  -  Médaille d'argent sur 110 m haies
- Championnats d'Europe d'athlétisme de 2006 à Göteborg ( Suède)
  -  Médaille d'or sur 110 m haies

### En salle

#### Championnats du monde d'athlétisme en salle
- Championnats du monde d'athlétisme en salle de 2001 à Lisbonne ( Portugal)
  - 8e sur 60 m haies
- Championnats du monde d'athlétisme en salle de 2003 à Birmingham ( Royaume-Uni)
  - 6e sur 60 m haies
- Championnats du monde d'athlétisme en salle de 2004 à Budapest ( Hongrie)
  - 4e sur 60 m haies
- Championnats du monde d'athlétisme en salle de 2006 à Moscou ( Russie)
  - 4e sur 60 m haies
- Championnats du monde d'athlétisme en salle de 2008 à Valence ( Espagne)
  -  Médaille de bronze sur 60 m haies

#### Championnats d'Europe d'athlétisme en salle
- Championnats d'Europe d'athlétisme en salle de 2000 à Gand ( Belgique)
  -  Médaille d'or sur 60 m haies
- Championnats d'Europe d'athlétisme en salle de 2002 à Vienne ( Autriche)
  -  Médaille de bronze sur 60 m haies
- Championnats d'Europe d'athlétisme en salle de 2005 à Madrid ( Espagne)
  - disqualifié en finale sur 60 m haies
- Championnats d'Europe d'athlétisme en salle de 2007 à Birmingham ( Royaume-Uni)
  - éliminé en demi-finale sur 60 m haies

### Junior

#### Championnats du monde junior d'athlétisme
- Championnats du monde junior d'athlétisme de 1998 à Annecy ( France)
  -  Médaille d'or sur 110 m haies

#### Championnats d'Europe junior d'athlétisme
- Championnats d'Europe junior d'athlétisme de 1997 à Ljubljana ( Slovénie)
  -  Médaille d'argent sur 110 m haies

## Sources
- (en) Cet article est partiellement ou en totalité issu de l’article de Wikipédia en anglais intitulé « Staņislavs Olijars » (voir la liste des auteurs).